# أزاربن العليا (شبخوسلات)
أزاربن العلیا (بالفارسية: آزاربن علیا) هي قرية تقع في إيران في قسم شبخوسلات الريفي. يقدر عدد سكانها بـ 368 نسمة بحسب إحصاء 2016.